# Ulf Kristersson
Ulf Kristersson (Lund, 1963. december 29. –) svéd politikus, a Mérsékelt Párt vezetője.
2017. október 1-jén lépett hivatalba mint a Mérsékelt Párt vezetője.
2022. október 18. óta Svédország miniszterelnöke.

## Háttér
Kristersson a dél-svédországi Lundban született, és itt élt ötéves koráig. Ezt követően Eskilstuna közelében nevelkedett.
Szülei Lars Kristersson (1938-2015) és Karin Kristersson (született Axelsson, 1938).
1983-ban Eskilstunában végezte el a gimnáziumot. Uppsalában teljesített sorkatonai szolgálatot, majd az uppsalai egyetemen tanult közgazdaságtant, 1992-ben szerzett diplomát.
Kristersson Strängnäsben lakik. 1991 óta házas, három, Kínából örökbefogadott gyereket nevelnek.
1994-ben adta ki a Non-working Generation című könyvét, amiben a svéd modell és a jóléti állam ellen érvel, véleménye szerint ezek passzivitásba taszítják az embereket.

## Pártvezető (2017–)
2017-ben Kristerssont a Mérsékelt Párt rendkívüli küldöttgyűlése pártvezetőnek választotta egy évvel a soron következő parlamenti választások előtt, miután elődje, Anna Kinberg Batra a párt csökkenő népszerűsége miatt lemondott a posztjáról.
2019. február 22-én adott nyilatkozata szerint azt a javaslatot tervezi előterjeszteni a Mérsékelt Párt vezetése elé, hogy az Európai Parlamentben követeljék a Fidesz kizárását az EPP-ből.

## 2018-as parlamenti választás
Miután Kristersson átvette a vezetését, a Mérsékelt Párt támogatottsága megnőtt a közvélemény-kutatások szerint, amit a média „Kristersson-hatásnak” nevezett.
Kristersson szerint a Svédországba az elmúlt években érkezett nagyszámú bevándorló integrálása sorsdöntő kérdés az ország számára. Többek között kötelező nyelvoktatást akar bevezetni az újonnan érkezett gyerekek számára. Egy külön alkalmazotti viszonyt akar bevezeti 70%-os bérrel a pályakezdők (érettségi nélküli svédek, illetve a frissen érkezett bevándorlók) számára.
2018. november 5-én a parlament elnöke, Andreas Norlén, Ulf Kristerssont javasolta miniszterelnöknek. A parlament 2018. november 14-én elvetette a miniszterelnök-jelöltet (154 szavazattal Kristersson mellett, 195 szavazattal ellene).
Ez volt az első alkalom a svéd történelemben, hogy a parlament elnöke által javasolt miniszterelnök-jelöltet elvetette a parlament, és 40 éve az első alkalom, hogy a jobbközép, liberális pártok egy jobboldali miniszterelnök-jelölt ellen szavaztak.

## Fordítás
Ez a szócikk részben vagy egészben  az   Ulf Kristersson című svéd Wikipédia-szócikk ezen változatának fordításán alapul.  Az eredeti cikk szerkesztőit annak laptörténete sorolja fel. Ez a jelzés csupán a megfogalmazás eredetét és a szerzői jogokat jelzi, nem szolgál a cikkben szereplő információk forrásmegjelöléseként.
| Elődje: Magdalena Andersson | Svédország miniszterelnöke 2022– | Utódja: - |